# Lars-Göran Arwidson
Lars-Göran Arwidson   (Malung, 4 d'abril de 1946) és un biatleta suec, ja retirat, que va competir durant les dècades de 1960 i 1970. És el pare del també biatleta Tobias Arwidson.
Durant la seva carrera esportiva va prendre part en tres edicions dels Jocs Olímpics d'Hivern, sempre en proves de biatló. El 1968, als Jocs de Grenoble, guanyà la medalla de bronze en el relleu 4x7,5 quilòmetres del programa de biatló, mentre en els 20 quilòmetres fou dissetè. Quatre anys més tard, als Jocs de Sapporo, guanyà la medalla de bronze en els 20 quilòmetres, mentre en el relleu 4x7,5 quilòmetres fou cinquè. La seva tercera i darrera participació en uns Jocs fou el 1976, a Innsbruck, on fou vuitè en el relleu 4x7,5 quilòmetres i desè en els 20 quilòmetres.
Posteriorment exercí d'entrenador.